# きっと大丈夫
『きっと大丈夫』（きっとだいじょうぶ）は、日本の男性アイドルグループ・嵐の通算16枚目となるシングル。2006年5月17日にジェイ・ストームから発売された。

## 概要
カップリング曲の「春風スニーカー」の歌詞には、タイアップであった当時の8×4のキャッチコピー「ドコイク?ナニスル?」が入っている。
通常盤の初回プレス分には、プチファイルが入っており、表は嵐5人の写真、裏はJ Stormと印刷されている。

## チャート成績
初週16.0万枚を売り上げ、5月29日付オリコン週間シングルランキングで初登場1位を獲得した。シングル1位獲得は『PIKA★★NCHI DOUBLE』から5作連続通算12作目となった。

## 収録曲

### CD
※「NA! NA! NA!!」以降、通常盤のみ収録。
1. きっと大丈夫 [4:52]
作詞：SPIN
Rap詞：櫻井翔
作曲・編曲：Shinnosuke
  - 嵐出演 ハウスウェルネスフーズ「C1000×嵐編」CMソング
2. 春風スニーカー [4:40]
作詞：北川暁
作曲：Trevor Ingram
編曲：CHOKKAKU
  - 花王「8×4パウダースプレー」CMソング
3. NA! NA! NA!! [3:16]
作詞：SPIN
Rap詞：櫻井翔
作曲：飯田建彦
編曲：ha-j
8×4のCMソングの候補曲だった[2]。
元のタイトルは「春のオーマイウェイ」[2]。
4. きっと大丈夫（オリジナル・カラオケ）
5. 春風スニーカー（オリジナル・カラオケ）
6. NA! NA! NA!!（オリジナル・カラオケ）

### DVD
※初回限定盤のみ
1. 「きっと大丈夫」ビデオ・クリップ
監督：清水康彦

## 収録アルバム
- ARASHIC（#1）
- 5×10 All the BEST! 1999-2009（#1）
- ウラ嵐マニア（通常盤#2, 3）
- 5×20 All the BEST!! 1999-2019（#1）
- ウラ嵐BEST 1999-2007（通常盤#2, 3）

## 映像作品
きっと大丈夫
- ARASHI AROUND ASIA Thailand-Taiwan-Korea
- ARASHI AROUND ASIA+ in DOME
- SUMMER TOUR 2007 FINAL Time -コトバノチカラ-
- ARASHI AROUND ASIA 2008 in TOKYO
- ARASHI Anniversary Tour 5×10
- ARASHI 10-11 TOUR "Scene"〜君と僕の見ている風景〜 STADIUM
- ARASHI 10-11 TOUR "Scene"〜君と僕の見ている風景〜 DOME+
- ARASHI LIVE TOUR Beautiful World
- ARASHI LIVE TOUR Popcorn
- ARASHI アラフェス'13 NATIONAL STADIUM 2013
- ARASHI BLAST in Hawaii
- ARASHI BLAST in Miyagi
- ARASHI LIVE TOUR 2016-2017 Are You Happy?
- ARASHI Anniversary Tour 5×20

NA! NA! NA!!
- SUMMER TOUR 2007 FINAL Time -コトバノチカラ-